# نهائي كأس روسيا لكرة القدم 2014
نهائي كأس روسيا لكرة القدم 2014 هي المباراة النهائية من منافسة كأس روسيا لكرة القدم 2013–14، أقيمت المباراة في 8 مايو 2014، في استاد أنجي أرينا، بين فريقي نادي روستوف، ونادي كراسنودار، وفاز فيها نادي روستوف، بعد أن هزم نادي كراسنودار، بنتيجة 0 - 0، وكان حكم المباراة سيرغي كاراسيف.

## تفاصيل المباراة
لعبت المباراة النهائية في 8 مايو 2014.
| نادي روستوف | 0 -0 | نادي كراسنودار |
| ----------- | ---- | -------------- |
|             |      |                |